# سیکس: ای.ام
سیکس: ای. ام (به انگلیسی: Sixx: A.M) یک گروه موسیقی هارد راک از لس انجلس، کالیفرنیا است که در سال ۲۰۰۷ توسط نیکی سیکس (Nikki Sixx)، دی جی اشبا(DJAshba) و جیمز مایکل(James Michael) تشکیل شده‌است. این گروه بیشتر به وسیلهٔ آهنگ (Life Is Beautiful) شناخته می‌شود که از آلبوم اولشان است. نام گروه از اسم هر سه عضو گروه گرفته شده‌است (Sixx، Ashba، Michael).
هر دو آلبوم این گروه از روی کتاب‌هایی به همان نام آلبوم از نیکی سیکس گرفته شدهاند.
Nikki Sixx عضو اصلی این گروه همچنین در گروه ماتلی کرو فعالیت می‌کند.

## اعضای گروه

### اعضای فعلی
- James Michael – خواننده اصلی، گیتار ریتم، کیبورد، درامر
- DJ Ashba – گیتاریست اصلی، خواننده فرعی
- Nikki Sixx – گیتار بیس، خواننده فرعی

### اعضای تورهای سابق
- Tony Palermo - درامر
- Glen Sobel – درامر

## آلبوم‌ها
- ۲۰۰۷ The Heroin Diaries Soundtrack
- ۲۰۱۱ This Is Gonna Hurt